# Dangerous: The Double Album
Dangerous: The Double Album — второй двойной студийный альбом американского кантри-певца Моргана Уоллена, вышедший 8 января 2021 года на лейбле Big Loud Records. Продюсером был Joey Moi. Выходу альбома предшествовал релиз двух синглов: «More Than My Hometown» и «7 Summers», а также шести промосинглов: «Cover Me Up», «This Bar», «Somebody’s Problem», «Still Goin' Down», «Heartless» (Wallen Album Mix) и «Livin' the Dream».
Диск Уоллена возглавил американский хит-парад Billboard 200 и кантри-чарт Top Country Albums, где установил абсолютный рекорд: 97 недель на первом месте.

## Об альбоме
Незадолго до выпуска альбома несколько компакт-дисков были ошибочно выставлены на продажу в определённых точках сети Walmart в США. Это подтолкнуло несколько потребителей к утечке клипов с неизданными песнями, на что Уоллен ответил, сказав: «Если кто-то и собирается слить мою музыку, то это должен быть я», и сам выпустил «ликс (утечки)» неизданных песен. Он также призвал своих поклонников купить физический релиз в Target вместо других мест, добавив: «Я все равно не покупаю в Walmart. Я также дал Target две дополнительные песни, поэтому, если вы собираетесь купить мой альбом физически, перейдите в Target».

## Отзывы
| Совокупная оценка | Совокупная оценка |
| Источник          | Оценка            |
| ----------------- | ----------------- |
| Metacritic        | 72/100            |
| Оценки критиков   |                   |
| Источник          | Оценка            |
| AllMusic          | [ 3 ]             |
| Pitchfork         | 6.9/10            |
| Rolling Stone     | [ 10 ]            |

Альбом получил положительные отзывы музыкальной критики и интернет-изданий: AllMusic, Pitchfork, Rolling Stone. Он получил 72 из 100 баллов на интернет-агрегаторе Metacritic.
Оуэн Майерс из Pitchfork похвалил вокал и авторство песен Уоллена, написав, что «среди 30 треков альбома мало пропусков». Джонатан Бернштейн из Rolling Stone считает наоборот, называя пластинку «частично альбомом, частично плейлистом, частично свалкой контента» и что «Уоллен не всегда справляется с тяжёлой задачей вдохнуть свежую жизнь в хорошо забытые темы». Пишущий для Stereogum Крис ДеВилль написал, что хотя «внешний вид Уоллена старомоден, его звучание основательно, иногда безумно актуально», и назвал альбом «огромным скачком по сравнению с его дебютом», добавив при этом, что «если треклист кажется чрезмерным, в нём также не так много слабых мест» и что «парень, похоже, способен стать Гартом Бруксом для нового поколения». Джон Парелес из The New York Times написал, что Валлен «оставляет достаточно места для музыкального разнообразия» и назвал альбом «современным продуктом студии Нэшвилла, предназначенным для плейлистов радиостанций и, в конечном итоге, больших концертных площадок».
Крис Ричардс из The Washington Post, отметил, что альбом «кажется слишком длинным — 19 песен», и что «кажется, что время никогда не движется достаточно быстро». Дэн ДеЛюка из The Philadelphia Inquirer написал, что альбом «быстро надоедает» и назвал его «перегруженным радио-клише», но при этом отметил общий талант Уоллена. Стивен Томас Эрлевайн из AllMusic написал, что «огромное разнообразие доказывает, что Уоллен действительно может убедительно исполнить практически любой современный стиль кантри», и почувствовал, что альбом перекликается между «более жёстким кантри и более мягкой поп-музыкой».

В 2023 году уже после выхода следующего третьего альбома Уоллена критик Джон Парелес из The New York Times написал, что «…его сочетание (в Dangerous) гордых сельских корней и хорошо выверенного арена-кантри было неудержимо».

## Коммерческий успех
Альбом дебютировал на 1-м месте в основном мультижанровом американском хит-параде Billboard 200. Тираж составил 265 тыс. эквивалентных единиц, включая 74 тыс. копий альбома (из них 50 тыс. цифровых загрузок всего альбома), 184,000 стрим-потоков SEA (что равно 240,18 млн on-demand стримов его песен), 7000 трековых единиц TEA. Альбом также собрал в общей сложности 240,18 миллиона потоковых прослушиваний песен альбома по запросу, что стало крупнейшей неделей потоковой передачи для кантри-альбома. Это более чем вдвое превышает рекорд, установленный What You See Is What You Get Люка Комбса. Также он дебютировал на 1-м месте в кантри-чарте Top Country Albums, став там его вторым чарттоппером, где позднее установил абсолютный рекорд: 97 недель на первом месте.
На второй неделе альбом оставался на первом месте в чарте, заработав дополнительно 159 000 экземпляров, что сделало его первым кантри-альбомом, который провёл две недели на первом месте с момента выхода Traveler Криса Стэплтона в 2015 году, и это первый кантри-сет, проведший первые две недели на первом месте после альбома Люка Брайана Kill the Lights. Третью неделю он занимал первое место по продажам 130000 единиц за третью неделю. На четвёртой неделе он оставался на первом месте в чарте, заработав дополнительно 149000 единиц, что на 14 процентов больше, чем на предыдущей неделе, несмотря на то, что музыка Валлена была удалена на всех радиостанциях в США после того, как он использовал расовые оскорбления 2 февраля 2021 года около своего дома в Нэшвилле. Он одновременно стал первым кантри-альбомом, который провёл свои первые четыре недели на вершине чарта Billboard 200 после альбома Шанайи Твейн Up!, который это сделал в январе 2003 года. Затем он продлил свою пятую и шестую неделю на вершине, отмечая самое продолжительное нахождение на первом месте в чарте для кантри-альбома со времён The Chase в 1992 году. Он провёл седьмую неделю на первом месте, став первым кантри-альбомом, который провёл первые семь недель на первом месте, и оставался на вершине ещё три недели прежде, чем быть свергнутым альбомом Джастина Бибера Justice. Впереди Dangerous среди кантри-сетов с наибольшим количеством недель на первом месте лишь три альбома: Ropin The Wind Гарта Брукса (18 недель, 1991-92), Some Gave All Билли Рэя Сайруса (17, 1992) и Fearless Тейлор Свифт (11, 2008-09).
Альбом стал самым продаваемым альбомом за первую половину 2021 года.
5 февраля 2022 года альбом находился 54-ю неделю в десятке лучших top 10 чарта Billboard 200 — это второй лучший результат среди кантри-альбомов в истории, превысивший показатель в 53 недели у Come On Over Шанайи Твейн (в 1997—2000). Больше только у Fearless Тейлор Свифт (58, в 2008-10). Среди всех жанров у Dangerous теперь больше всего недель в топ-10 для альбома, выпущенного артистом-мужчиной с 2000 года, превзойдя 53 недели Эда Ширана ÷ (Divide), входившего в топ-10 в 2017-18 годах. Среди всех альбомов, выпущенных с 2000 года, Dangerous занимает четвёртое место в топ-10 по количеству недель, уступая только Adele 21 (Адель, 84 недели), 1989 (Свифт, 59) и Fearless (Свифт, 58).
18 июня 2022 года этот показатель увеличился до 73 недель в десятке лучших top 10 чарта Billboard 200, что является вторым показателем с 1990 года, уступая только 21 (Адель, 84 недели в top 10; 2011-16).
17 сентября 2022 года альбом побил абсолютный рекорд для солистов и групп (без учёта саундтреков и мюзиклов), принадлежавший с 1962-64-х годов трио Peter, Paul and Mary с их одноимённым диском (85 недель). Dangerous: The Double Album пробыл 86 недель в Топ-10 (Billboard 200). Два сингла с него вошли в Топ-10 Hot 100 и семь песен были в Топ-10 кантри-чарта Hot Country Songs, включая два чарттоппера («7 Summers» и «Wasted on You»). 24 декабря 2022 года этот показатель увеличился до 100 недель в Billboard 200 — лучший показатель с 1965 года, рекорд среди солистов и групп, и пятый результат в истории после четырёх саундтреков и сборников.
В чарте от 25 февраля 2023 года альбом находился 107-ю неделю в десятке лучших Billboard 200 (третий результат в истории, первое место у мюзикла My Fair Lady, с 173 неделями в top 10 в промежутке 1956—1960 годов, а второе место у саундтрека The Sound of Music, 109 недель, 1965—67).
На 3 марта альбом находился 96 недель на пером месте в Top Country Albums. Он также продержался 108 недель подряд в первой десятке Billboard 200 (согласно последнему опубликованному списку от 4 марта) — это наибольшее количество недель в этом регионе среди альбомов одного сольного исполнителя за всю историю чарта.
В чарте 29 апреля 2023 года альбом находился 116-ю неделю в десятке лучших Billboard 200 (второй результат в истории, первое место у мюзикла My Fair Lady, с 173 неделями в top 10 в промежутке 1956—1960 годов), благодаря ему и альбому One Thing at a Time и сам Уоллен 13-ю неделю возглавлял чарт Billboard Artist 100.

## Список композиций
| №                   | Название                                               | Автор(ы)                                                  | Длительность |
| ------------------- | ------------------------------------------------------ | --------------------------------------------------------- | ------------ |
| 1.                  | «Sand in My Boots»                                     | Ashley Gorley Hardy Josh Osborne                          | 3:22         |
| 2.                  | «Wasted on You»                                        | Morgan Wallen Ernest K. Smith Josh Thompson Ryan Vojtesak | 2:58         |
| 3.                  | «Somebody’s Problem»                                   | Wallen Rodney Clawson Jacob Durrett Smith                 | 2:41         |
| 4.                  | «More Surprised Than Me»                               | Ben Burgess Lee Thomas Miller Niko Moon                   | 2:37         |
| 5.                  | «865»                                                  | John Byron Blake Pendergrass                              | 3:10         |
| 6.                  | «Warning»                                              | Gorley Smith Vojtesak                                     | 2:36         |
| 7.                  | «Neon Eyes»                                            | Wallen Burgess Mark Holman                                | 3:46         |
| 8.                  | «Outlaw» (featuring Ben Burgess)                       | Burgess Patrick Davis Josh Kerr Jordan Reynolds           | 3:49         |
| 9.                  | «Whiskey'd My Way»                                     | Matt Dragstrem Josh Miller Thomas Rhett Thompson          | 3:00         |
| 10.                 | «Wonderin' 'bout the Wind»                             | Wallen Smith                                              | 3:02         |
| 11.                 | «Your Bartender»                                       | Rhett Akins Dragstrem Rhett Thompson                      | 3:05         |
| 12.                 | «Only Thing That's Gone» (при участии Chris Stapleton) | Wallen Dragstrem Chase McGill Thompson                    | 3:16         |
| 13.                 | «Cover Me Up»                                          | Jason Isbell                                              | 4:53         |
| 14.                 | «7 Summers»                                            | Wallen Shane McAnally Osborne                             | 3:30         |
| 15.                 | «More Than My Hometown»                                | Wallen Hardy Smith Vojtesak                               | 3:36         |
| Общая длительность: | Общая длительность:                                    | Общая длительность:                                       | 49:21        |

| №                   | Название                          | Автор(ы)                                                                  | Длительность |
| ------------------- | --------------------------------- | ------------------------------------------------------------------------- | ------------ |
| 1.                  | «Still Goin' Down»                | Wallen Hardy Vojtesak                                                     | 3:06         |
| 2.                  | «Rednecks, Red Letters, Red Dirt» | Dragstrem McGill Thompson                                                 | 3:05         |
| 3.                  | «Dangerous»                       | Wallen Smith                                                              | 2:27         |
| 4.                  | «Beer Don't»                      | Wallen Hardy Jake Mitchell                                                | 3:16         |
| 5.                  | «Blame It on Me»                  | Gorley Smith Vojtesak                                                     | 2:42         |
| 6.                  | «Somethin' Country»               | Wallen Hardy Daniel Ross Smith                                            | 2:52         |
| 7.                  | «This Bar»                        | Wallen Hardy Jackson Morgan Jake Scott Smith Vojtesak                     | 3:05         |
| 8.                  | «Country Ass Shit»                | Wallen McGill Jordan Schmidt                                              | 3:06         |
| 9.                  | «Whatcha Think of Country Now»    | Dallas Davidson Devin Dawson Kyle Fishman Holman Justin Wilson            | 3:02         |
| 10.                 | «Me on Whiskey»                   | Clawson Holman Smith                                                      | 3:30         |
| 11.                 | «Need a Boat»                     | Wallen Dragstrem Hillary Lindsey                                          | 3:05         |
| 12.                 | «Silverado for Sale»              | Davidson Marv Green Ben Hayslip                                           | 3:44         |
| 13.                 | «Heartless» (Wallen Album Mix)    | Wallen Henry Agincourt Allen Ryan Hurd Thomas Wesley Pentz Smith Vojtesak | 2:49         |
| 14.                 | «Livin’ the Dream»                | Wallen Burgess Durrett Hardy                                              | 3:59         |
| 15.                 | «Quittin' Time»                   | Eric Church Luke Laird Thompson                                           | 3:44         |
| Общая длительность: | Общая длительность:               | Общая длительность:                                                       | 47:32        |

| №  | Название                    | Автор(ы)                         | Длительность |
| -- | --------------------------- | -------------------------------- | ------------ |
| 1. | «This Side of a Dust Cloud» | Wallen Dragstrem McGill Thompson | 3:20         |
| 2. | «Bandaid on a Bullet Hole»  | Wallen Durrett Gorley            | 3:54         |

### Замечания
- «Country Ass Shit» стилизовано как «Country A$$ Shit»[2]
- Все треки продюсировал Joey Moi[1]
- «Wasted on You» и «Bandaid on a Bullet Hole» сопродюсировал Jacob Durrett.[1]
- «Warning» features сопродюсировал Charlie Handsome[1]
- «Your Bartender» сопродюсировал Matt Dragstrem[1]
- «Cover Me Up» сопродюсировал Dave Cohen[1]

## Участники записи
По материалам заметок в альбоме.
- Морган Уоллен — ведущий вокал, бэк-вокал
- Том Буковац[англ.] — электрогитара
- Бен Бёрджесс — дуэтный вокал на «Outlaw»
- Дэйв Коэн — Орган Хаммонда, клавишные
- Мэтт Драгстрем — программирование
- Джейкоб Дарретт — программирование
- Пол Франклин — гитара
- Чарли Хэндсом — программирование
- Уэс Хайтауэр — бэк-вокал
- Марк Холман — программирование
- Джейк Митчелл — программирование
- Joey Moi[англ.] — электрогитара, программирование, бэк-вокал
- Нико Мун[англ.] — программирование
- Джерри Роу — барабаны, перкуссия
- Дэниел Росс — программирование
- Эрнест К. Смит — бэк-вокал
- Джимми Ли Слоас — бас-гитара
- Крис Стэплтон — дуэтный вокал на «Only Thing That Gone»
- Брайан Саттон[англ.] — акустическая гитара, банджо, добро, мандолина
- Илья Тошинский — акустическая гитара
- Дерек Уэллс — аккордеон, электрогитара

## Чарты
| Чарт (2021)                              | Высшая позиция |
| ---------------------------------------- | -------------- |
| Австралия (ARIA)                         | 2              |
| Австралия (Country Albums, ARIA)         | 1              |
| Канада (Canadian Albums Chart)           | 1              |
| Новая Зеландия (RMNZ)                    | 27             |
| Шотландия (Scottish Albums Chart)        | 60             |
| Великобритания (UK Albums Chart)         | 77             |
| Великобритания (UK Country Albums Chart) | 1              |
| США (Billboard 200)                      | 1              |
| США (Billboard Top Country Albums)       | 1              |

| Чарт (2021)                         | Позиция |
| ----------------------------------- | ------- |
| Австралия (ARIA)                    | 23      |
| Канада (Canadian Albums, Billboard) | 1       |
| США (Billboard 200)                 | 1       |
| США (Top Country Albums, Billboard) | 1       |

| Чарт (2022)                         | Позиция |
| ----------------------------------- | ------- |
| Канада (Billboard)                  | 4       |
| США (Billboard 200)                 | 3       |
| США (Top Country Albums, Billboard) | 1       |

## Сертификации
| Регион                                                                      | Сертификация  | Продажи   |
| --------------------------------------------------------------------------- | ------------- | --------- |
| Австралия (ARIA)                                                            | Платиновый    | 70 000    |
| Канада (Music Canada)                                                       | 4× Платиновый | 320 000   |
| Новая Зеландия (RMNZ)                                                       | Золотой       | 7500      |
| США (RIAA)                                                                  | 6× Платиновый | 6 000 000 |
| Данные о продажах + прослушиваниях приведены только на основе сертификации. |               |           |